# 上河内温泉
上河内温泉（かみかわちおんせん）は、栃木県宇都宮市（旧国下野国）に湧出する温泉。市営の日帰り入浴施設「ほたるの里 梵天の湯（ぼんてんのゆ）」にて供給されている。
梵天の湯の名前の由来は、旧・上河内町の中心部今里宿と羽黒山に伝わる地元の祭り『梵天祭』に由来する。近隣地域の温泉は1980年代以降に初めて湧出した喜連川温泉と早乙女温泉のみであったが、掘削技術の進歩により1998年に湧出した。梵天の湯では、寝湯・砂風呂・露天風呂などが楽しめる。

## 泉質
- ナトリウム・カルシウム - 塩化物・硫酸塩泉
  - pH:8.9
  - 源泉温度 : 50.1℃
  - 湧出量 400L/min（掘削動力揚湯）

### 効能
- 神経痛・筋肉痛・関節痛・五十肩・切り傷・やけど・慢性消化器病・痔疾・慢性婦人病などに

※注 : 効能はその効果を万人に保証するものではない　

## 歴史
- 1998年（平成10年）10月 - 上河内町によるボーリング調査開始。
  - 12月 - 温泉湧出。
- 1999年（平成11年）12月 - 温泉スタンド設置。
- 2002年（平成14年）7月 - 日帰り入浴施設「ほたるの里 梵天の湯」が開業。
- 2006年（平成18年）3月 - 温泉スタンド販売中止。
- 2007年 （平成19年） - 上河内町と宇都宮市の合併により、宇都宮市営施設となる。

## 営業時間
- 通常営業:午前10時から午後9時

## 休館日
- 第1・3木曜日、1月1日。メンテナンス休館日あり

## アクセス
- 鉄道・バス
  - 宇都宮線（東北本線）氏家駅より上河内代替バス[1]、または東武宇都宮線東武宇都宮駅・宇都宮線宇都宮駅より関東自動車「玉生」行きで30分、「上河内地域自治センター前」下車
- 車
  - 東北自動車道宇都宮インターチェンジより10分、または上河内スマートインターチェンジより5分[2]

## 関連施設
- 宇都宮市上河内地域交流館：ほたるの里・梵天の湯の施設内にあり、農業体験などができる。温泉スタンドが併設されていたが、2006年（平成18年）3月31日販売中止。